# Michel Carage
Michel Carage (né le 1er mars 1921 à Paris et mort le 28 janvier 2008 à Neuilly-sur-Seine) est un résistant français.
Officier au sein de la 2e division blindée (2e DB) du Général Leclerc, il participe à la libération de la France. 
Le 16 octobre 1945, Michel Carage est fait Compagnon de la Libération.
Il quitte l'armée en 1946 et devient chef d'entreprise. Il termine sa carrière avec le grade de colonel (honoraire) des troupes de marine en 1982.

## Biographie
Michel Carage est né le 1er mars 1921 à Paris dans une famille d'industriels nancéiens.
Etudiant à l'ESSEC au moment de la campagne de France, il quitte Paris en juin 1940 et rejoint la côte Atlantique. Refusant l'armistice annoncé par le maréchal Pétain à la radio, il cherche à embarquer vers l'Angleterre.
Il rejoint Nantes et rencontre Jacques Mouchel-Blaisot avec lequel il descend vers le sud et gagne la Gironde que les deux hommes traversent en barque pendant un violent bombardement. Ils accostent au Verdon et parviennent à embarquer sur le cargo Cap El Hank qui doit appareiller pour le Maroc. A bord, ils persuadent le commandant de se rendre en Angleterre où ils débarquent à Falmouth le 23 juin 1940. 
Michel Carage s'engage dans les Forces Françaises Libres le 01 juillet 1940 et est affecté au bataillon de chasseurs de Camberley (2e Cie, 5e Section) puis, en novembre 1940, au peloton d'élèves-officiers d'active de Camberley. Il en sort aspirant en mai 1941.
En septembre 1941 Michel Carage rejoint l'Afrique Française Libre, d'abord au Moyen Congo, où il est affecté au Bataillon du Pool jusqu'en avril 1942, puis au Cameroun où il participe à la formation du Bataillon de marche n°9 (BM 9).
Sous-lieutenant depuis mars 1942, il obtient sa mutation au Tchad en octobre 1942 et se retrouve officier adjoint de la Compagnie auto n°3 (CA 3) de la Colonne Leclerc.
Il participe, de décembre 1942 à mai 1943 aux opérations du Fezzan, de Tripolitaine et de Tunisie. Mais, désireux de servir dans une vraie unité combattante, il parvient à se faire affecter, après la campagne de Tunisie, à la 1ère Compagnie du Régiment de Tirailleurs Sénégalais du Tchad (RTST) dont il commande la 2ème section dans les rangs de la Force L sous le commandement du Général Leclerc.
Au moment de la formation de la 2ème Division Blindée (2e DB) de Leclerc au Maroc, Michel Carage est affecté à la 10e Cie du 3e Bataillon du Régiment de marche du Tchad.
Début août 1944, le lieutenant Carage débarque en Normandie avec la 2e DB ; il ne cesse dès lors de se distinguer au cours de la campagne de France, comme chef de section, puis comme commandant de compagnie et de détachement blindé. Le 13 août 1944, en reconnaissance à pied, huit jours avant la réduction de la poche de Falaise, il contrôle durant quatre heures le centre d'Argentan. Le 24 août, détaché en avant-garde, il se trouve devant Massy-Palaiseau, encerclé dans la ligne de défense ennemie et, malgré des pertes sévères, assure sa mission jusqu'au bout.
Michel Carage se distingue une fois de plus à la tête de pont de Chatel-sur-Moselle où, cerné par l'ennemi, il parvient à se dégager puis à se maintenir au carrefour qui commande la ville. Lors de la percée sur Strasbourg, il joue un rôle déterminant dans la rupture du front entre Badonviller, Brémesnil et Petimont.
Le 3 décembre 1944, il est grièvement blessé par éclat d'obus à Rossfeld après avoir pris ce village la veille au soir et continue à assurer son commandement jusqu'à son évacuation. 
En 1946, Michel Carage quitte le métier des armes, passe une année en Tunisie comme attaché de presse à la Résidence principale de France, puis regagne Paris où il crée et dirige successivement plusieurs entreprises.
Parallèlement à ses responsabilités de chef d'entreprise, il participe durant sa vie professionnelle à diverses activités d'intérêt général et est administrateur de plusieurs sociétés et organismes.
Colonel (Honoraire) des Troupes de Marine, il prend sa retraite en 1982.
Michel Carage est décédé à Neuilly-sur-Seine le 28 janvier 2008. Il a été inhumé à Morsang-sur-Seine dans l’Essonne.

## Décorations
- Commandeur de la Légion d'honneur
- Compagnon de la Libération par décret du 16 octobre 1945[3]
- Croix de guerre 1939–1945 (6 citations).
- Médaille coloniale avec agrafes « AFL », « Fezzan-Tripolitaine », « Tunisie ».
- Insigne des blessés militaires
- Médaille commémorative des services volontaires dans la France libre
- Presidential Unit Citation (USA).
- Officier du Nichan Iftikhar (Tunisie).